# Canthon viridis
Canthon viridis là một loài bọ cánh cứng trong họ Bọ hung (Scarabaeidae).